# Сотио, Альберто

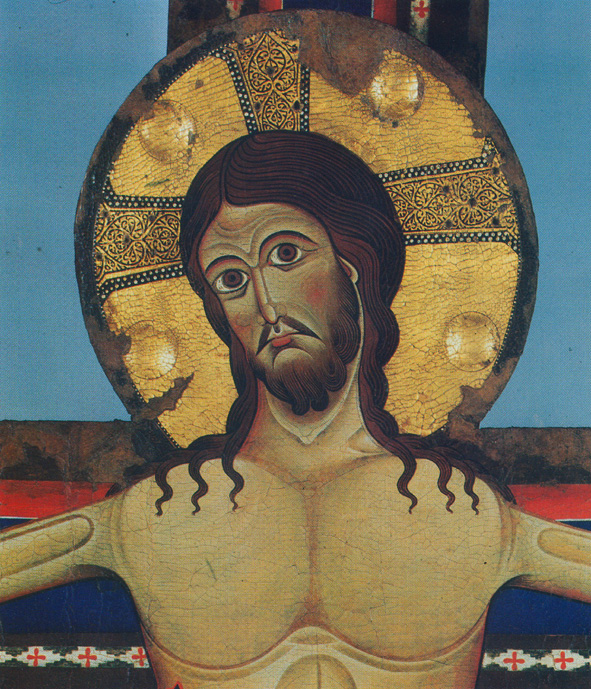
Альберто Сотио. Крест, деталь. 1187 г. Сполето, Собор.

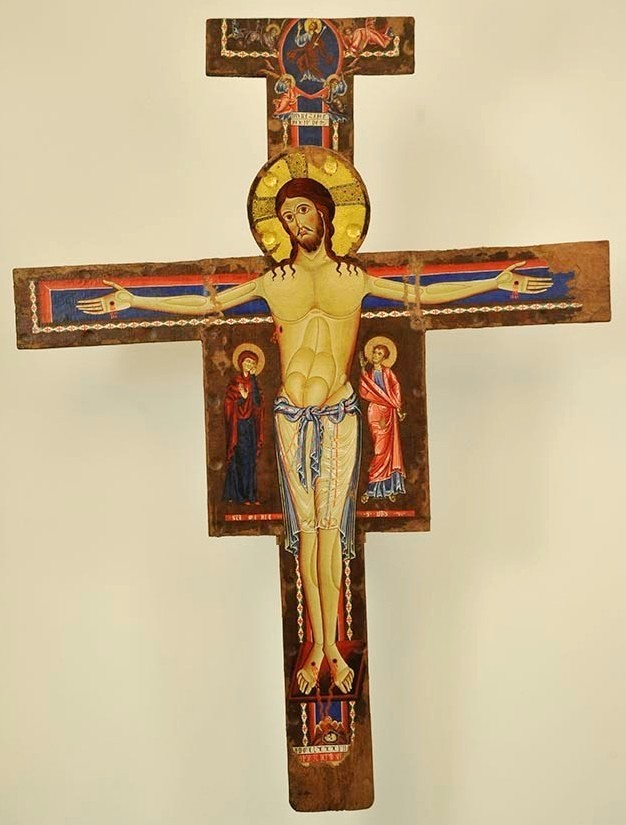
Альберто Сотио, Расписной крест, 1187 г., Сполето, Собор.

Альберто Сотио (итал. Alberto Sotio, также иногда Alberto Sozio; 2-я пол. XII в. — нач. XIII в.) — итальянский художник.
Имя мастера было обнаружено на расписном кресте из собора в Сполето. В нижней части распятия под изображением черепа Адама сохранилось дата — 1187 год от Р.Х, и фрагмент подписи «OPUS ALBERTO SO», то есть «произведение Альберто Со…». В подписи можно видеть и остатки третьей буквы фамилии; одни учёные интерпретировали её как «Т», другие как «Z». В конце концов «Sotio» или «Sotius» было принято искусствоведческим сообществом в качестве фамилии художника, однако кроме этой надписи никаких иных письменных свидетельств о художнике не сохранилось.
На кресте изображён Христос в позе Christus Triumphans, то есть Христос торжествующий, победивший смерть. В верхней части креста располагается Христос в мандорле и четыре ангела, на табеллоне справа и слева от туловища Христа — Богоматерь и Иоанн Креститель, у основания креста покоится череп Адама, олицетворяющий первородный грех, который искупил своей смертью Иисус Христос. Все изображения написаны на пергамене, наклеенном на деревянную основу. Крест является вторым, после креста мастера Гульельмо, точно датированным распятием в итальянской живописи XII века.
Основываясь на стилистических и технологических особенностях этой работы, исследователи приписывают сегодня Альберто Сотио ещё несколько различных произведений. До своего знаменитого креста он создал фрески в церкви Сан Джованни э Паоло (ц. Святых Иоанна и Павла, Сполето), которые по всей вероятности были выполнены до 1174 года. Известный знаток средневековой итальянской живописи Миклош Босковиц считает, что Альберто Сотио мог быть автором фресок в церкви Санта Мария инфра Портас в Фолиньо (там изображены «благородный разбойник» Дисмас, опирающийся на крест, и херувим), поскольку они стилистически близки его произведениям. Крупный итальянский специалист по старинному искусству Федерико Дзери приписывает Сотио ещё три расписных креста: из Музея Виктории и Альберта, Лондон; из Сокровищницы собора Св. Франциска, Ассизи; из ц. Санта Мария в Валло ди Нера (крест в очень плохом состоянии, атрибутирован Э. Б. Гаррисоном).
Кроме этих фресок и крестов мастеру приписывают три станковые работы. В галерее Брера, Милан, хранится доска с изображением головы «Мадонны-царицы», ранее находившаяся в коллекции Ламберто Витали, поэтому иногда её называют Madonna Regina Vitali. Реставрационные работы, проведенные в 2004 году, подтвердили справедливость её атрибуции мастеру Альберто. Голова Мадонны тоже написана на пергамене, наклеенном на дерево; она когда-то принадлежала большой иконе «Мадонны-царицы», остальные части которой не сохранились.
Как могла выглядеть эта икона — можно представить благодаря другому приписываемому Альберто произведению — «Мадонне ди Амбро», происходящей из церкви Санта Мария а Граяно в Сан Пио недалеко от г. Фонтеккьо, пров. Аквила. В нижней части иконы есть остатки надписи «M.A DI AM…О» не поддающиеся точной расшифровке, от этой надписи происходит название «ди Амбро». Изображение Мадонны принадлежит типу «Богоматерь млекопитательница» (лат. Virgo lactans), то есть Мария кормит грудью младенца Христа. Такой тип иконы пользовался популярностью у молодых женщин и молодожёнов, искавших у Мадонны покровительства для своего потомства. Сидящая в короне и царской одежде Мария одновременно торжественна и трогательна. Произведение хранится в Национальном музее Абруццо. Среди сторонников его принадлежности Альберто Сотио — известные специалисты по средневековой итальянской живописи Фердинандо Болонья и Миклош Босковиц, которые датируют «Мадонну д’Амбро» началом XIII века.
Ещё одной неполной работой Альберто является находящееся в галерее Уолтерса, Балтимор, изображение Богоматери. Богоматерь изображена в печали; по всей вероятности, её фигура была когда-то левой частью табеллоне расписного креста. Она тоже написана на пергамене, наклеенном на дерево, и датируется 1180-90 годами. В элегантно ниспадающих складках одежд Богоматери исследователи видят влияние византийской живописи, и уверенную руку мастера, связанного с искусством миниатюры. Однако никаких точных сведений о работах Альберто в области книжной миниатюры на сегодня нет.
Альберто Сотио считают проводником византийских художественных приёмов в романской живописи Италии XII века. В тот период, на который приходится творчество мастера, в умбрийской живописи происходило слияние традиционно романских черт с нововведениями, почёрпнутыми из византийской живописи позднего периода правления династии Комнинов. Особенно это заметно в книжной миниатюре. Такой процесс послужил достаточно радикальному обновлению художественного языка, а крест Альберто стал прототипом для множества крестов XIII века, созданных в центральной Италии — Умбрии, Марке, Лацио и Абруццо.

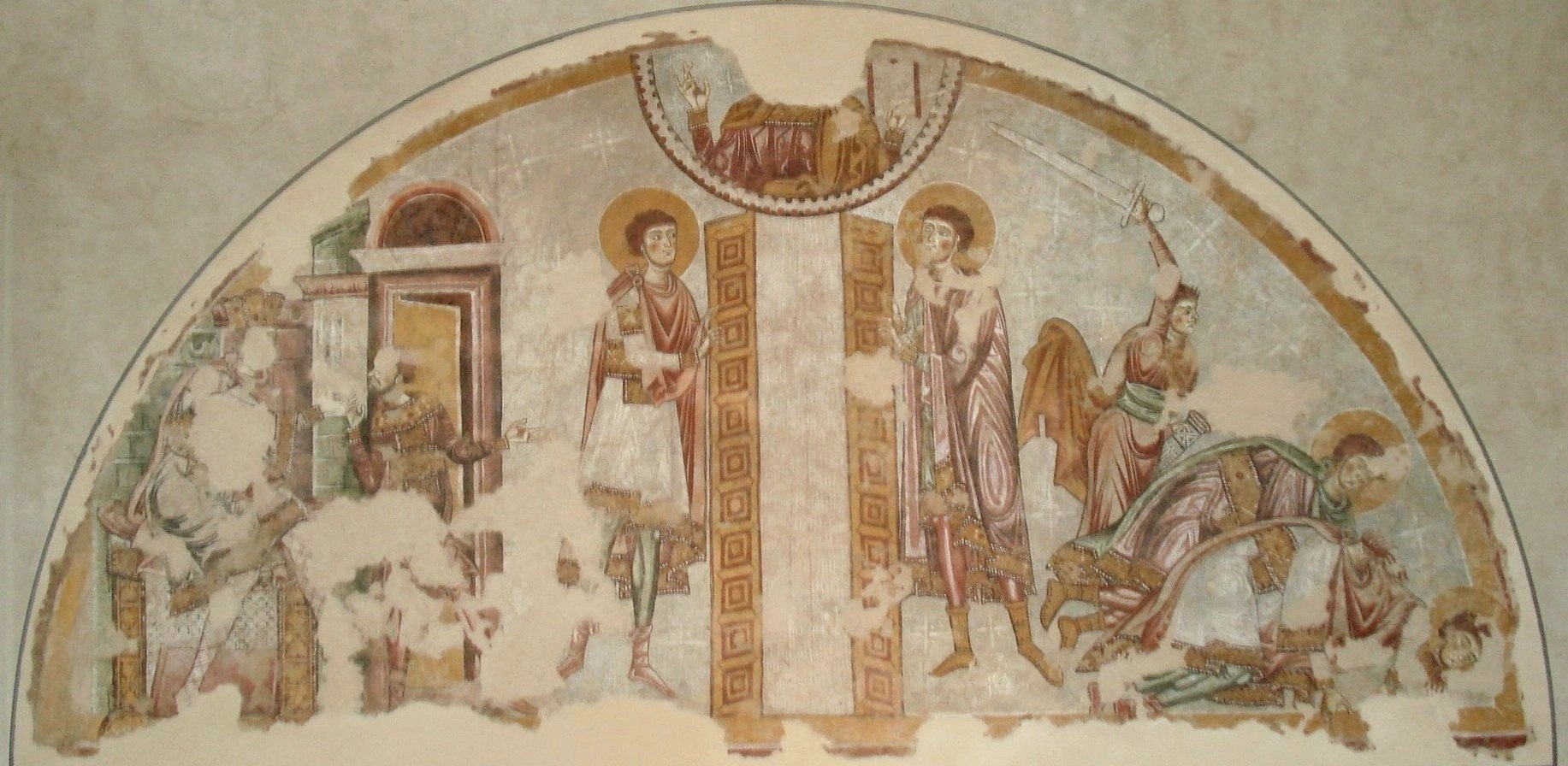
Альберто Сотио. Мученичество святых Иоанна и Павла. Фреска из ц. Святых Иоанна и Павла. Сполето, музей.
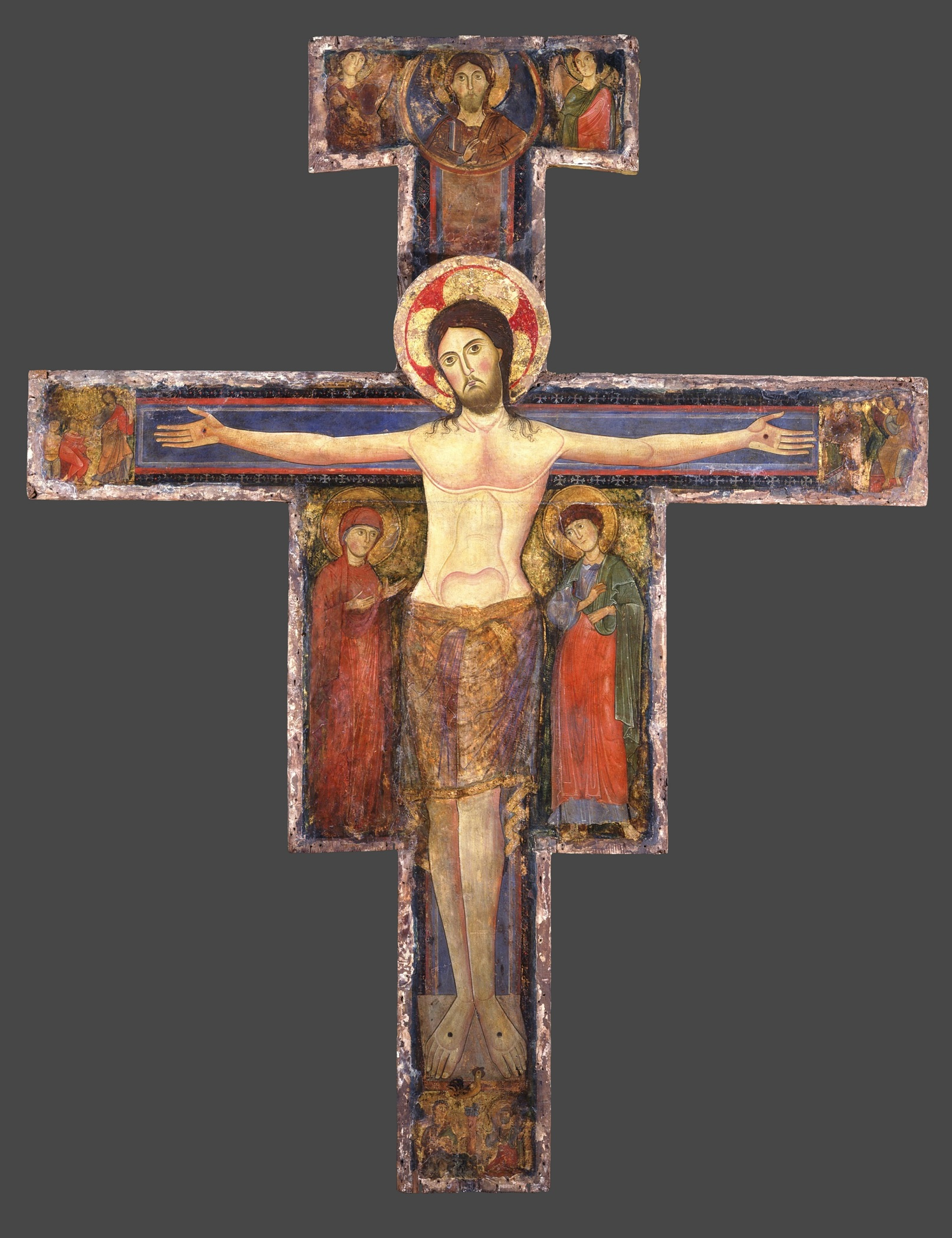
Альберто Сотио. Крест из Музея Виктории и Альберта, Лондон
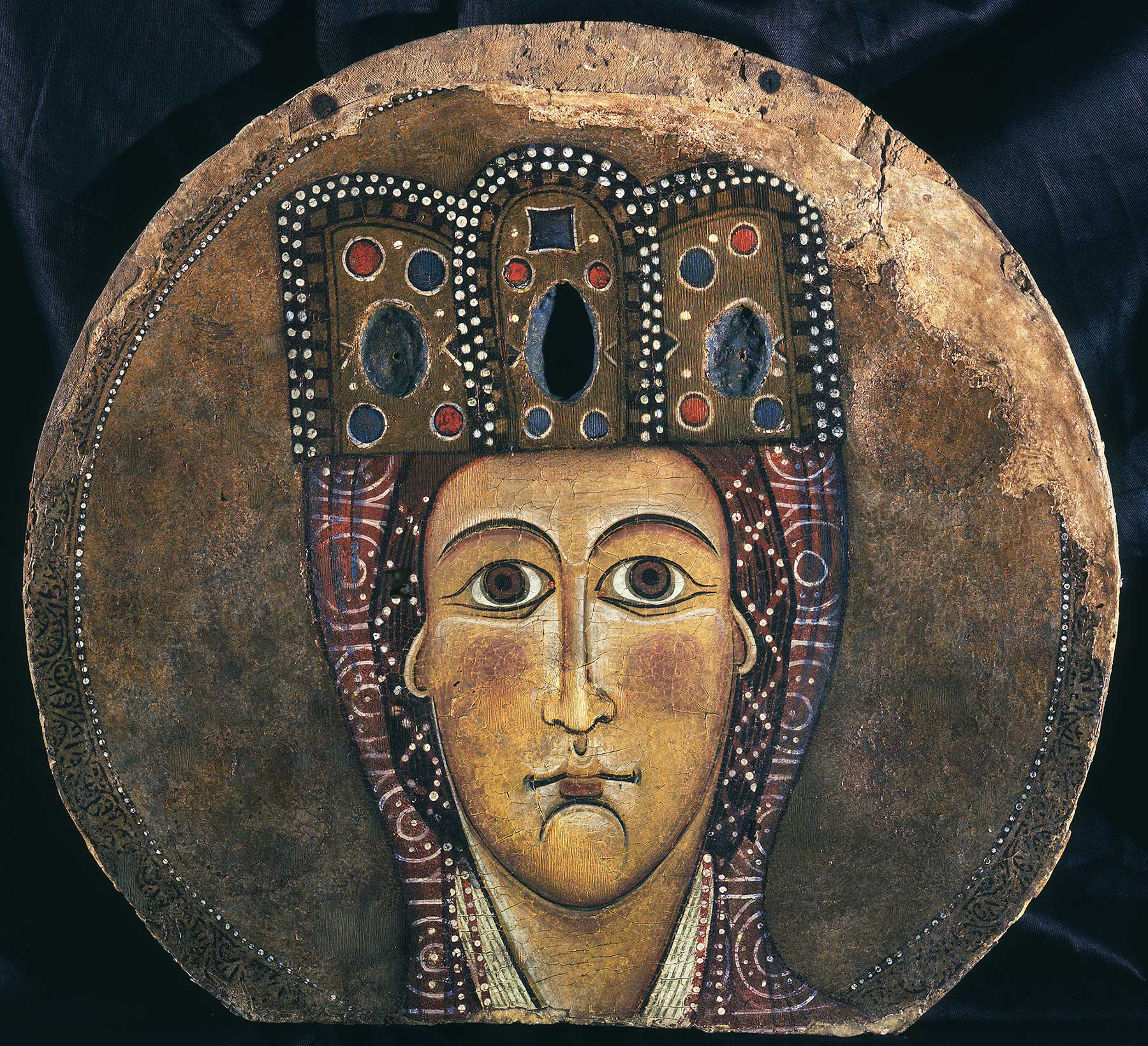
Альберто Сотио. Мадонна Реджина. кон.12в. Милан, Галерея Брера
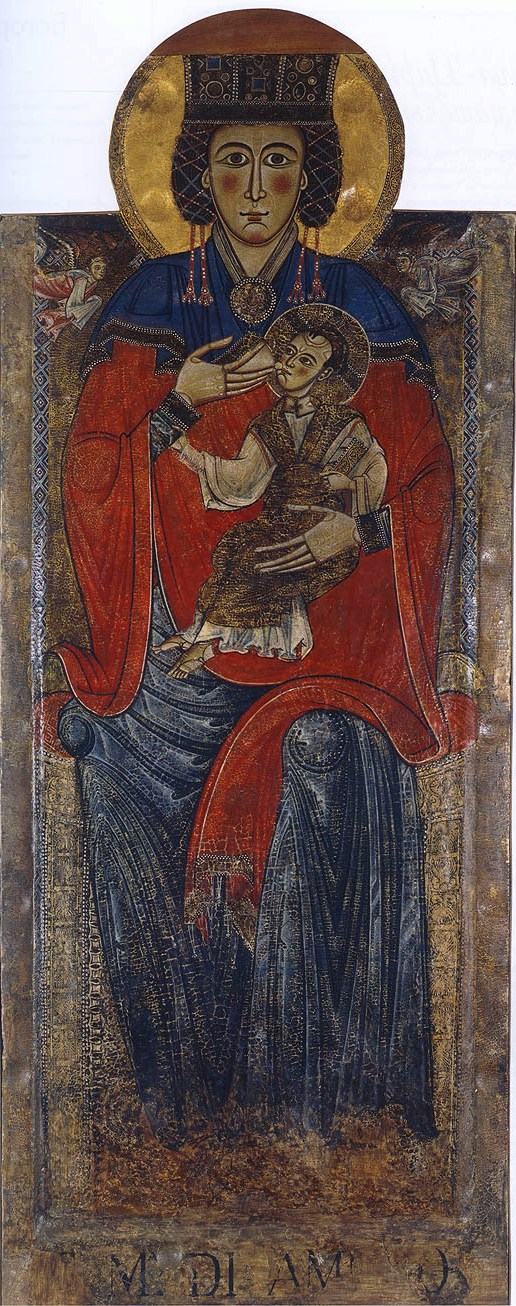
Альберто Сотио. Мадонна ди Амбро. нач. 13в. Ц. Санта Мария а Граяно, Сан Пио
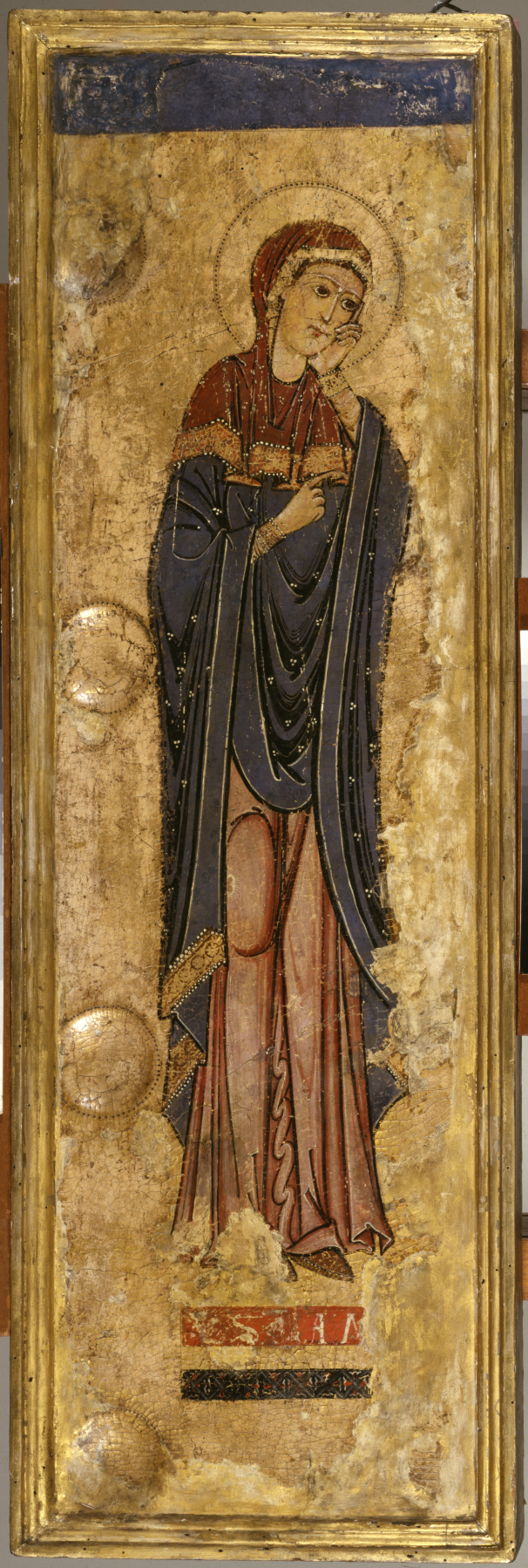
Альберто Сотио. Скорбящая Богоматерь. 1180-90гг. Галерея Уолтерса, Балтимор